# Maho Shimizu
Maho Shimizu (清水 万帆 Shimizu Maho?), är en japansk tidigare fotbollsspelare.
Maho Shimizu debuterade för Japans landslag den 7 juni 1981 i en 0–1-förlust mot Taiwan. Hon spelade 3 landskamper för det japanska landslaget. Hon deltog bland annat i Asiatiska mästerskapet i fotboll för damer 1981.